# Paranomala binotata
Espèce
Paranomala binotata est une espèce d'insectes coléoptères de la famille des Scarabaeidae.

## Classification
Le nom valide complet (avec auteur) de ce taxon est Paranomala binotata (Gyllenhal, 1817).
L'espèce a été initialement classée dans le genre Melolontha sous le protonyme Melolontha binotata Gyllenhal, 1817.
Paranomala binotata a pour synonymes :
- Anomala binotata (Gyllenhal, 1817)
- Anomala compacta Casey, 1915
- Anomala marginella LeConte, 1854
- Euchlora maculata Castelnau, 1840
- Euchlora maculata Laporte, 1840
- Melolontha binotata Gyllenhal, 1817
- Melolontha unifasciata Say, 1825